# Темпоне Селучи (Потенца)
Темпоне Селучи (итал. Tempone Seluci) је насеље у Италији у округу Потенца, региону Базиликата.
Према процени из 2011. у насељу је живело 145 становника. Насеље се налази на надморској висини од 905 м.